# Universiteit van Delhi
De Universiteit van Delhi (DU) is een openbare universiteit in Delhi, India. De universiteit is opgericht in 1922 en wordt gesteund door de Indiase overheid.
Met rond de 220.000 studenten behoort de universiteit tot een van de grootste ter wereld. De universiteit is vooral bekend voor de leer in klassieke Indiase muziek, natuurwetenschappen, talen en economie.
De universiteit van Delhi is de enige Zuid-Aziatische universiteit die lid is van Universitas 21.

## Faculteiten
- Kunst
- Sociale wetenschappen
- Medische wetenschappen
- Toegepaste wetenschappen
- Scheikunde
- Economie
- Wiskunde
- Technologie
- Muziek en schone kunsten
- Management
- Rechten
- Pedagogiek
- Ayurveda & Uani medicijnen